# Mistrzostwa Islandii w Lekkoatletyce 1932
6. Mistrzostwa Islandii w Lekkoatletyce – zawody lekkoatletyczne, które odbyły się w lipcu 1932 roku w Reykjavíku.

## Rezultaty

### Mężczyźni
| Konkurencja:                    | 1. miejsce                | Rezultat |
| Bieg na 100 metrów              | Ingvar Ólafsson           | 12,0     |
| Bieg na 200 metrów              | Ingvar Ólafsson           | 24,6     |
| Bieg na 400 metrów              | Ólafur Guðmundsson        | 55,2     |
| Bieg na 800 metrów              | Ólafur Guðmundsson        | 2:08,7   |
| Bieg na 1500 metrów             | Ólafur Guðmundsson        | 4:33,0   |
| Bieg na 5000 metrów             | Karl Sigurhansson         | 16:25,5  |
| Bieg na 10 000 metrów           | Karl Sigurhansson         | 34:18,3  |
| Bieg na 110 metrów przez płotki | Ingvar Ólafsson           | 17,4     |
| Sztafeta 4 × 100 metrów         | Sveit KR                  | 47,3     |
| Skok wzwyż                      | Þorsteinn Einarsson       | 1,60     |
| Skok o tyczce                   | Ásmundur Steinsson        | 3,20     |
| Skok w dal                      | Ingvar Ólafsson           | 5,96     |
| Trójskok                        | Karl Friðrik Vilmundarson | 12,21    |
| Pchnięcie kulą                  | Þorsteinn Einarsson       | 12,13    |
| Rzut dyskiem                    | Karl Friðrik Vilmundarson | 33,36    |
| Rzut oszczepem                  | Ásgeir Ó Einarsson        | 47,26    |